# Gustave Dupont-Ferrier
Émile Joseph Marie Gustave Dupont-Ferrier, né le 23 mai 1865 à Vinay et mort le 13 mai 1956 à Paris, est un historien français.

## Biographie
Né le 23 mai 1865 chez ses grands-parents maternels à Vinay (Isère), Gustave Dupont-Ferrier est le fils d'un négociant de Voiron. Il étudie d'abord au lycée de Grenoble puis au collège Stanislas. Il est admis élève à l'École des chartes (promotion 1888). Archiviste-paléographe puis agrégé d'histoire, docteur ès lettres, il devient professeur au lycée de Lons-le-Saunier, puis dans plusieurs lycées parisiens de renom : le collège Stanislas, qu'il retrouve, le collège Sainte-Barbe, le lycée Buffon puis le lycée Louis-le-Grand, dont il écrivit l'histoire.
Il devient ensuite professeur d'histoire des institutions de la France à l'École des chartes, poste qui l'amena à rédiger une somme encore aujourd'hui utile aux historiens du Moyen Âge : la Gallia regia (1942-1946).
- Premier prix Gobert à l'Académie des inscriptions et belles lettres.
- Chevalier de la Légion d'honneur (1921)
- Officier de l'Instruction publique

Membre de l’Académie des inscriptions et belles-lettres et du Comité des travaux historiques et scientifiques (section de philologie et d’histoire), il présida également la Société de l’École des chartes de 1924 à 1925.
Il épousa Anne Permézel (1874-1950), dont il eut trois enfants :
- Hélène (1899-1981), qui se maria en 1926 avec René Mallet, agrégé d'anglais reçu au concours de 1914 et professeur au lycée Voltaire[2] ;
- Louise (née en 1901) ;
- Pierre (1902-1963), diplômé de l'École libre des sciences politiques, qui présenta en 1925 une thèse de doctorat en sciences économiques devant la Faculté de droit de Paris.

Un affaiblissement progressif le tenant éloigné de ses travaux et des activités de l'Institut durant ses dernières années, Gustave Dupont-Ferrier meurt le 13 mai 1956, à son domicile parisien du 244, boulevard Raspail. Avec lui s'éteint le dernier représentant de la promotion 1888 de l'École nationale des chartes. Gustave Dupont-Ferrier est inhumé à Voiron, dans l'Isère, où il a passé son enfance.

## Publications
- La captivité de Jean d’Orléans, comte d’Angoulême : 1412-1445, 1896.
- Les officiers royaux de bailliages et sénéchaussées en France à la fin du Moyen Âge, 1902

- Prix Gobert 1903 de l'Académie des inscriptions et belles-lettres.
- Les écoles, lycées, collèges, bibliothèques de Paris, 1913.
- Du Collège de Clermont au Lycée Louis-le-Grand, 1503-1920, 3 vol. 1921-1925.

- Prix Jean-Jacques-Berger 1922 de l'Institut de France sur proposition de l'Académie française.
- La formation de l’État français et l’unité française (des origines au milieu du XVIe siècle), 1929.
- Études sur les institutions financières de la France à la fin du Moyen Age, 1930-1933

- Prix Gobert 1931 de l'Académie des inscriptions et belles-lettres.
- Gallia Regia ou état des officiers des bailliages et sénéchaussées de 1328 à 1515, 6 vol. et 1 table, Paris, 1942-1946.

## Distinctions
- Officier de l'ordre des Palmes académiques
- Officier de la Légion d'honneur (1937)[3]

### Sources
- Qui êtes-vous? : annuaire des contemporains ; notices biographiques, Paris, Ruffy, 1924.